# Chrystian VI Oldenburg
Chrystian VI, Christian VI (ur. 30 listopada 1699 w Kopenhadze, zm. 6 sierpnia 1746 w Hørsholm) – król Danii i Norwegii 1730–1746.

## Życiorys
W przeciwieństwie do lubiącego zabawę i sztukę ojca, Christian VI był wielkim dewotem, oddanym pietyzmowi. Kopenhaga stała się smutnym kontemplacyjnym miastem. W 1735 w trosce o pobożność poddanych król wydał zarządzenie o nazwie sabbatsforordning zobowiązujące ich do udziału w niedzielnych nabożeństwach. W niedzielę nie można było nawet spacerować, nie mówiąc już o pracy. Z kolei w 1739 roku, wprowadzono powszechny obowiązek uczęszczania do szkół podstawowych. Jednak ten nakaz pozostawał martwą literą. Rozporządzenie to miało ten sam sens jak pruski przymus szkolny z 1717 roku, lecz nie przyniósł specjalnych rezultatów.
Trzeba jednak zauważyć, że za jego rządów nastąpił bezprecedensowy rozwój budownictwa, związany z potrzebami dworu. Również królowa patronowała tym „budowlanym przedsięwzięciom”. Między wzniesionymi przez nich budynkami znajdowały się: zamek Christiansborg (zbudowany w latach 1732–1742, spłonął w 1794, po czym go przebudowano), Pałac Hirschholm w północnej Zelandii, miasto Hørsholm (budynki stworzone w 1737–1739, rozebrane w 1812) i Eremitage (wybudowany 1734–1736, istnieje do dziś).
Na dworze Christiana VI dużą rolę odgrywali ludzie nie pełniący oficjalnych funkcji. Należeli do nich kapelan królewski Johannes Bartholomaeus Bluhme (1681–1753) i daleki krewny Christiana VI władca maleńkiego państewka niemieckiego hrabia Christian Ernst Stolberg-Wernigerode (1691–1771). Wśród ministrów za Christiana VI Niemców wyparli rodowici Duńczycy tacy jak kanclerz Iver Rosenkrantz (1674–1745) i sekretarz do spraw wojennych Poul Vendelbo Løvenhørn (1686–1740).
7 sierpnia 1721 poślubił Zofię Magdalenę brandenburską (1700–1770). Miał z nią dwoje dzieci:
- Fryderyka (1723–1766), przyszłego król Danii Fryderyk V,
- Ludwikę (1726–1756), która poślubiła ks. Ernesta Fryderyka III z Saksonii-Hildburghausen.

Był suwerenem i posiadaczem duńskich orderów Danebroga, Słonia i Wierności.